# Phạm Kim Hưng
Phạm Kim Hưng (tên tiếng Anh là Hung Pham hay Hung Kim Pham) sinh ngày 2 tháng 10 năm 1963 tại Sài Gòn, là một chuyên gia điện toán và chính khách tại tiểu bang Alberta, Canada. Ông hiện là Dân biểu của tiểu bang này.

## Ấu thời
Sinh ra và lớn lên tại Sài Gòn, Phạm Kim Hưng đến Canada vào năm 1980 khi 16 tuổi, không biết tiếng Anh. Thanh niên Phạm Kim Hưng đã phải làm việc bán thời gian trong khi theo học trung học tại thành phố Calgary, tiểu bang Alberta, Canada.

## Giáo dục
Hai năm sau khi đến Canada, Phạm Kim Hưng tốt nghiệp trung học vào năm 1982. Sau đó anh theo học tại trường Mount Royal College trong hai năm. Trong hai năm đó, Phạm Kim Hưng đã nhận được nhiều học bổng và giải thưởng của Mount Royal College vì thành tích học tập xuất sắc. Vào năm 1984, anh chuyển sang Đại học Calgary. Chỉ sau 2 năm, Phạm Kim Hưng tốt nghiệp Đại học Calgary với hai bằng cử nhân ưu hạng đồng thời (hai ngành học cùng một lúc): Cử nhân Ưu hạng Khoa học máy tính và Cử nhân Ưu hạng Toán học thuần túy (Bachelor of Science with Distinction in Computer Science and Pure Mathematics). Phạm Kim Hưng sau đó tiếp tục chương trình Cao học tại Đại học Calgary với chuyên ngành Trí tuệ nhân tạo.

## Chuyên môn kỹ thuật
Bắt đầu công việc chuyên môn với vai trò kỹ sư điện toán cao cấp tại công ty Canalta Data Services vào năm 1988, Phạm Kim Hưng được tuyển vào Tòa thị chính Calgary với vai trò Phân tích gia Số liệu vào năm 1989. Anh được Tòa thị chính Calgary thăng lên cấp Phân tích gia Điện toán Cao cấp vào năm 1991. Phạm Kim Hưng rời Tòa thị chính Calgary sau khi đắc cử Dân biểu tại Tiểu bang Alberta vào năm 1993.

## Sự nghiệp chính trị
Đắc cử Dân biểu năm 1993 khi 29 tuổi, Phạm Kim Hưng là Dân biểu trẻ tuổi nhất trong Quốc hội Alberta, Canada. Anh cũng là người Việt Nam đầu tiên trên thế giới và trong lịch sử đắc cử vào vị trí Dân biểu ngoài lãnh thổ Việt Nam.
Phạm Kim Hưng tái đắc cử nhiều lần sau đó và đảm nhận nhiều chức vụ cao cấp trong chính phủ Alberta, Canada. Ông là một thành viên trong phái đoàn chính phủ Canada do Thủ tướng Jean Chrétien dẫn đầu đến Việt Nam dự hội nghị cấp cao các nước nói tiếng Pháp. Vào năm 2006, ông được Thủ hiến Ed Stelmach của Alberta bổ nhiệm vào vị trí Thành viên Hội đồng Tài chính Alberta (Alberta Treasury Board). Đây là cơ quan tạo quyết định về toàn bộ chi tiêu và ngân sách của tiểu bang Alberta (Thủ hiến Ed Stelmach cũng là một thành viên của hội đồng này).
Dân biểu Phạm Kim Hưng hiện đang phục vụ tiểu bang Alberta, Canada trong nhiệm kỳ Dân biểu thứ tư của ông.